# Luis Méndez de Haro

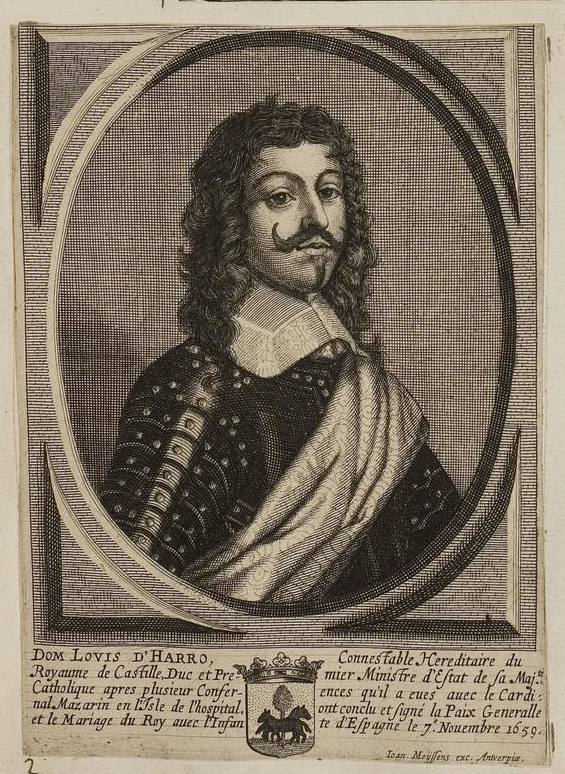
Luis Méndez de Haro

Don Luis Méndez de Haro (1598 - 26 november 1661) was de zesde markies van Carpio en eerste minister van koning Filips IV van Spanje.
In 1659 tekende hij als afgevaardigde van de Spaanse koning het Verdrag van de Pyreneeën dat een einde maakte tussen het conflict tussen Spanje en Frankrijk. Namens de Franse koning tekende kardinaal Mazarin.
Hij was gehuwd met Doña Catalina Fernández de Córdoba en een van zijn zonen was Juan Domingo Méndez de Haro y Fernández de Córdoba.
- Biblioteca Nacional de España: XX1186087
- Bibliothèque nationale de France: cb171140950 (data)
- Biografisch Portaal: 00077565
- Catàleg d'autoritats de noms i títols de Catalunya: 981058529149806706
- Gemeinsame Normdatei: 12405921X
- International Standard Name Identifier: 0000 0000 6119 1892
- Library of Congress Control Number: n85035460
- Nationale Bibliotheek van Tsjechië: jo2018982647
- Nationale Bibliotheek van Israël: 987007396181205171
- Nederlandse Thesaurus van Auteursnamen: 189750790
- Istituto Centrale per il Catalogo Unico: TO0V267848
- SNAC: w6931dbg
- Système universitaire de documentation: 180281879
- Virtual International Authority File: 8310801
- WorldCat: E39PBJq6RKhM796bYFbhm9dCwC